# Koningstraat (Haarlem)

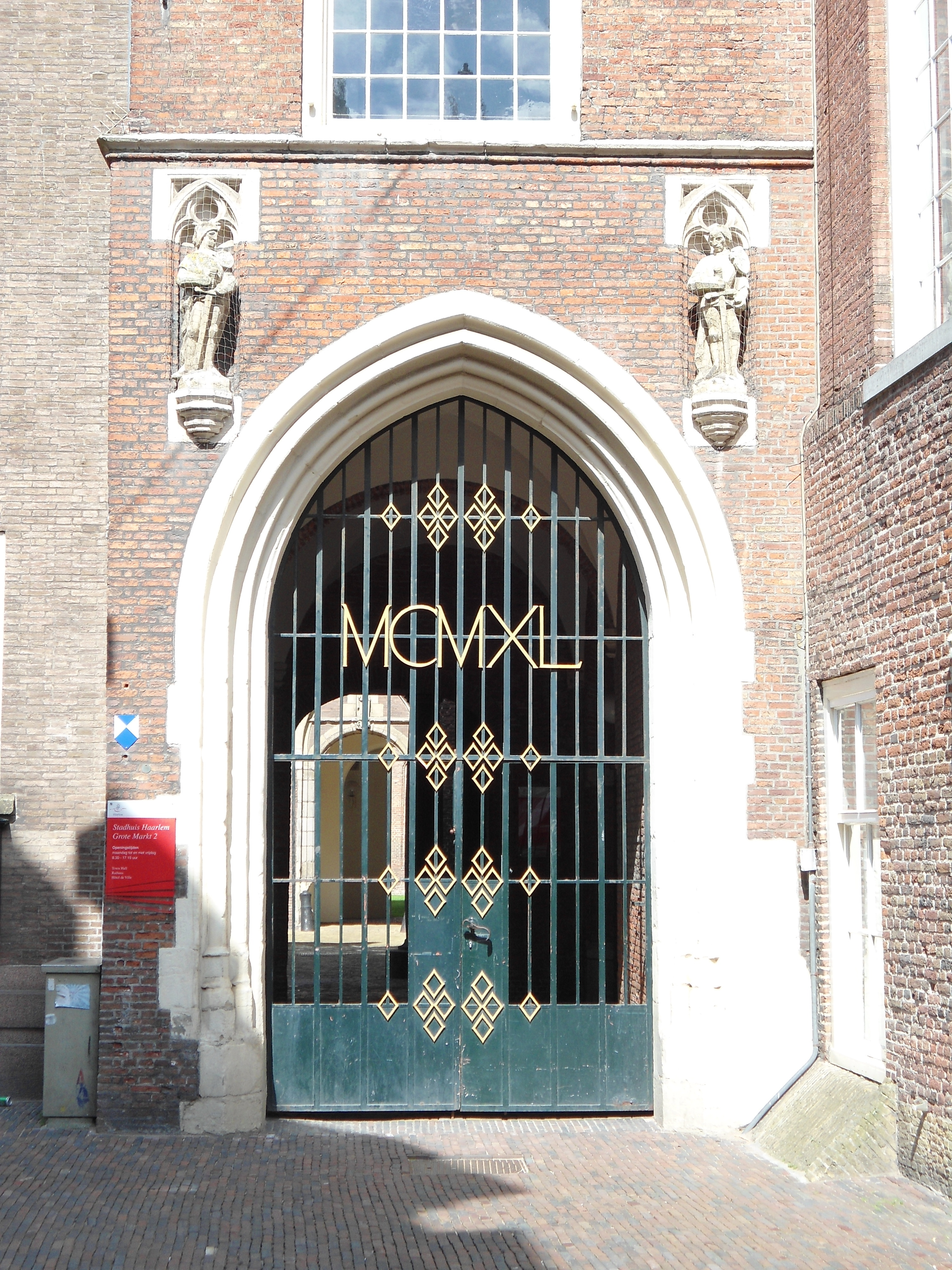
De Pandpoort een voormalige kloostergang van het Domincaner- of Predikherenklooster onderdeel van het huidige Stadhuis van Haarlem

De Koningstraat is een straat in de Binnenstad van Haarlem. De straat verbindt de Grote Markt met de Gedempte Oude Gracht en ontspringt ter hoogte van het Stadhuis. 
De straat loopt vanaf de Grote Markt zuidwaarts om na het kruisen van de Gedempte Oude Gracht verder te gaan als de Gierstraat. Op de Koningstraat komen de Jacobijnestraat, Paarlaarsteeg en de Stoofsteeg uit. Langs het eerste gedeelte van de Koningstraat ligt de oostelijke vleugel van het Stadhuis. Deze vleugel behoorde ooit tot een voormalig Dominicaner- of Predikherenklooster, via de Pandpoort kan men de binnentuin van deze vleugel betreden. Even verderop staat het rijksmonumentale Huis van Schagen.